# Litsea lancilimba
Litsea lancilimba Merr. – gatunek rośliny z rodziny wawrzynowatych (Lauraceae Juss.). Występuje naturalnie w Tajlandii oraz południowych Chinach – w południowo-wschodnim Junnanie, południowej części Fujian, w Guangdong oraz Kuangsi. 

## Morfologia
PokrójZimozielone drzewo dorastające do 20 m wysokości. Gałęzie są nagie, szorstkie.
LiścieNaprzemianległe. Mają eliptyczny kształt. Mierzą 10–20 cm długości oraz 3,5–5 cm szerokości. Są nagie. Nasada liścia jest klinowa. Blaszka liściowa jest o spiczastym wierzchołku. Ogonek liściowy jest nagi i dorasta do 15–35 mm długości.
KwiatySą niepozorne, jednopłciowe, zebrane po 5 w baldachy, rozwijają się w kątach pędów. Okwiat jest zbudowany z 6 listków o lancetowatym kształcie. Kwiaty męskie mają 9 owłosionych pręcików.
OwoceMają podłużny kształt, osiągają 15–25 mm długości i 10–15 mm szerokości.

## Biologia i ekologia
Roślina dwupienna. Rośnie w gęstych lasach. Występuje na wysokości od 900 do 2500 m n.p.m. Kwitnie w czerwcu, natomiast owoce dojrzewają od listopada do grudnia.